# Spiros Fokas
Spiros Fokas (gr. Σπύρος Φωκάς, ur. 17 sierpnia 1937 w Patras, zm. 10 listopada 2023 w Atenach) – grecki aktor filmowy i telewizyjny.

## Wybrana filmografia

### Filmy fabularne
- 1960: Rocco i jego bracia (Rocco e i suoi fratelli) jako Vincenzo Parondi
- 1960: Wyścig z diabłem (Via Margutta) jako Marco Belli
- 1960: Messalina jako Lucio Massimo
- 1962: Mafia nie przebacza (Un Uomo da bruciare) jako Jachino
- 1964: Egoismos jako Kostas
- 1968: Odia il prossimo tuo jako Ken Dakota
- 1970: Zorro alla corte d'Inghilterra jako Pedro Suarez / Zorro
- 1973: Shaft w Afryce (Shaft in Africa) jako Sassari[4]
- 1976: Kwestia czasu (A Matter of Time)
- 1977: Wybrani (Holocaust 2000) jako Harbin
- 1980: Sonia jako Tonio
- 1985: Klejnot Nilu (The Jewel of the Nile) jako Omar
- 1986: Czarny tunel (Black Tunnel) jako Pułkownik Jack Roth
- 1988: Rambo III jako Masoud
- 1990: Biały pałac (The White Palace)[5] jako George
- 2004: 448 BC: Olympiad of Ancient Hellas jako Empedocles

### Seriale TV
- 1974: Orlando furioso jako Mandricardo
- 1976: Korzenie mafii (Alle origini della mafia) jako La Monica
- 1991: Napisała: Morderstwo[6] jako Constantin Kesmek
- 1993: Happy Holiday jako Nikos
- 1995: Baron (Il barone) jako Calo Costa vieux
- 1999: Nykterino deltio jako Christos Pilarinos
- 2006-2007: Tis agapis mahairia jako Antonis Stamatakis
- 2007: From Aristotle to Hawking (dokumentalny) jako Empedocles
- 2008: Iatriko aporrito jako Kimon Varnezis